# Hans Monderman

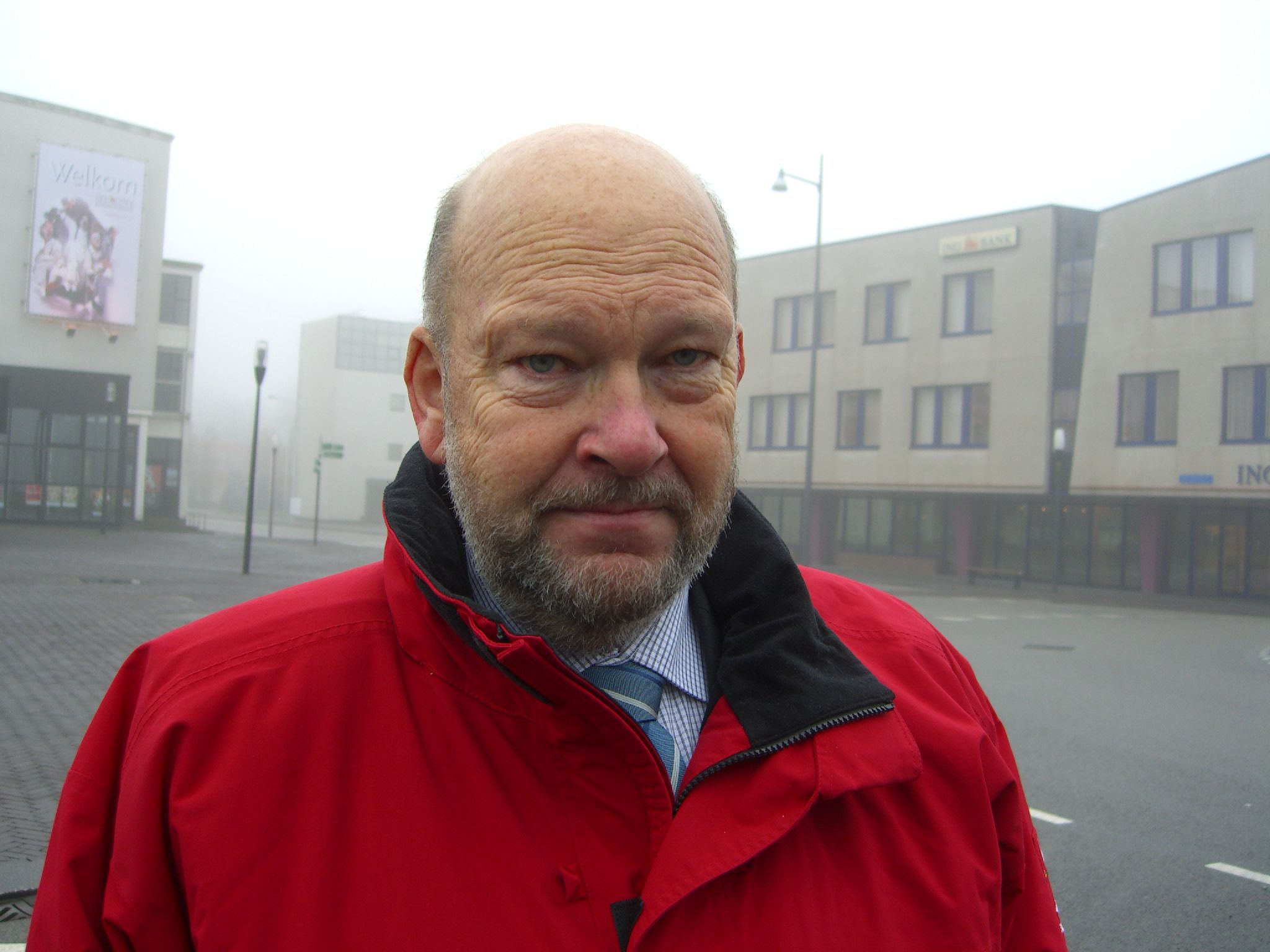
Hans Monderman (2006 r.)

Hans Monderman (ur. 19 listopada 1945 r. w Leeuwarden, zm. 7 stycznia 2008 r.) – holenderski inżynier transportu i innowator, znany z koncepcji radykalnego przedefiniowania kryteriów oceny bezpieczeństwa w ruchu lądowym, co przyczyniło się do powstania przestrzeni współdzielonych (shared space).
Stworzona przez niego koncepcja przestrzeni typu shared space to planowanie przestrzeni publicznej w taki sposób, aby minimalizować liczbę podziałów między ruchem kołowym i ruchem pieszym przez zniesienie elementów takich jak krawężniki, oznaczenia poziomie, sygnalizacja świetlna. Hans Monderman twierdził, że tworzenie przestrzeni o większym stopniu niepewności zachowań pozostałych uczestników ruchu (wzrost ryzyka), wprowadzanie sytuacji, w której nie ma pewności co do tego, kto ma pierwszeństwo, spowoduje, że u wszystkich uczestników ruchu obniży się skłonność do podejmowania ryzykownych działań (zadziała zjawisko znane z efektu Peltzmana).

Kiedy nie wiesz dokładnie kto ma pierwszeństwo, zaczynasz szukać kontaktu wzrokowego z innymi uczestnikami ruchu. Automatycznie zmniejszasz prędkość, masz kontakt z innymi ludźmi i bardziej uważasz.

W 2005 roku otrzymał nominację do nagrody World Technology Award for the Environment.